# Verbena sphaerocarpa
Verbena sphaerocarpa là một loài thực vật có hoa trong họ Cỏ roi ngựa. Loài này được L.M.Perry miêu tả khoa học đầu tiên năm 1933.